# NF (rapper)
Nathan John Feuerstein (Gladwin, 1991. március 30. –), művésznevén NF (stilizálva: ИF), amerikai rapper, énekes és dalszerző. két középlemezt jelentetett meg, az I’m Free-t (2012) és az NF-et 2014-ben, a Capitol CMG előadójaként. Öt stúdióalbuma van, a Moments (2010), a Mansion (2015), a Therapy Session (2016), a Perception (2017), és a The Search (2019), illetve egy mixtape-et is kiadott, a Clouds (The Mixtape) (2021) címen. Albumai több díjat is elnyertek, a  Gospel Music Associationtől a Therapy Session megkapta az Év R&B/Hiphopalbuma díjat. Két lemeze is az első helyen debütált a Billboard 200-on. Let You Down című kislemeze hatszoros platinalemez az Egyesült Államokban.

## Diszkográfia

### Stúdióalbumok
| Cím                               | Részletek | Slágerlisták | Slágerlisták | Slágerlisták | Slágerlisták | Slágerlisták | Slágerlisták | Slágerlisták | Slágerlisták | Slágerlisták | Slágerlisták | Minősítések                                                                    |
| Cím                               | Részletek | US           | US Christ.   | AUS          | BEL (FL)     | CAN          | DEN          | NLD          | NOR          | SWE          | UK           | Minősítések                                                                    |
| --------------------------------- | --- | ------------ | ------------ | ------------ | ------------ | ------------ | ------------ | ------------ | ------------ | ------------ | ------------ | ------------------------------------------------------------------------------ |
| Moments (Nathan Feuerstein néven) | - Megjelent: 2010. november 29. - Kiadó: független - Formátum: CD, digitális letöltés                             | —            | —            | —            | —            | —            | —            | —            | —            | —            | —            |                                                                                |
| Mansion                           | - Megjelent: 2015. március 31. - Kiadó: Capitol CMG - Formátum: CD, digitális letöltés                            | 62           | 1            | —            | —            | —            | —            | —            | —            | —            | —            | - RIAA:Aranylemez                                                              |
| Therapy Session                   | - Megjelent: 2016. április 22. - Kiadó: Capitol CMG - Formátum: CD, LP, digitális letöltés                        | 12           | 1            | —            | —            | 43           | —            | —            | —            | —            | —            |                                                                                |
| Perception                        | - Megjelent: 2017. október 6. - Kiadó: NF Real Music/Capitol/Caroline - Formátum: CD, LP, digitális letöltés      | 1            | —            | 73           | 89           | 14           | 8            | 82           | 10           | 22           | —            | - RIAA:Platinalemez - BPI:Aranylemez - IFPI DEN:Platinalemez - MC:Platinalemez |
| The Search                        | - Megjelent: 2019. július 26. - Kiadó: NF Real Music/Caroline - Formátumok: CD, LP, digitális letöltés, streaming | 1            | —            | 3            | 10           | 4            | 10           | 6            | 11           | 35           | 7            | - RIAA:Platinalemez - BPI:Aranylemez                                           |

### Középlemezek
| Cím      | Részletek                                                                               | Slágerlisták | Slágerlisták | Slágerlisták | Slágerlisták |
| Cím      | Részletek                                                                               | US Christ.   | US Gospel    | US Rap       | UK C&G       |
| -------- | --------------------------------------------------------------------------------------- | ------------ | ------------ | ------------ | ------------ |
| I’m Free | - Megjelent: 2012. május 1. - Kiadó: Xist - Formátum: CD, digitális letöltés            | —            | —            | —            | —            |
| NF       | - Megjelent: 2014. augusztus 5. - Kiadó: Capitol CMG - Formátum: CD, digitális letöltés | 12           | 4            | 15           | 9            |

### Mixtape-ek
| Cím    | Részletek | Slágerlisták | Slágerlisták | Slágerlisták | Slágerlisták | Slágerlisták | Slágerlisták | Slágerlisták | Slágerlisták | Slágerlisták |
| Cím    | Részletek | US           | US R&B/ HH   | AUS          | CAN          | DEN          | FIN          | NZ           | SWE          | UK           |
| ------ | --- | ------------ | ------------ | ------------ | ------------ | ------------ | ------------ | ------------ | ------------ | ------------ |
| Clouds | - Megjelent: 2021. március 26. - Kiadó: NF Real Music/Caroline - Formátum: CD, LP, digitális letöltés, streaming | 3            | 2            | 5            | 6            | 35           | 16           | 11           | 27           | 12           |

### Kislemezek

#### Szólóelőadóként
| Cím                                                                            | Részletek | Slágerlisták | Slágerlisták | Slágerlisták | Slágerlisták | Slágerlisták | Slágerlisták | Slágerlisták | Slágerlisták | Slágerlisták | Slágerlisták | Minősítések | Album                  |
| Cím                                                                            | Részletek | US           | US R&B/ HH   | US Christ    | AUS          | CAN          | IRE          | NOR          | NZ           | SWE          | UK           | Minősítések | Album                  |
| ------------------------------------------------------------------------------ | --------- | ------------ | ------------ | ------------ | ------------ | ------------ | ------------ | ------------ | ------------ | ------------ | ------------ | --- | ---------------------- |
| Alone (Tommee Profittal és Brooke Griffith-szel)                               | 2011      | —            | —            | —            | —            | —            | —            | —            | —            | —            | —            | | Nem jelent meg albumon |
| Beautiful Addiction (Brady Schmitz-cel, Tommee Profittal és Danielle Swifttel) | 2013      | —            | —            | —            | —            | —            | —            | —            | —            | —            | —            | | Nem jelent meg albumon |
| Intro                                                                          | 2015      | —            | —            | 26           | —            | —            | —            | —            | —            | —            | —            | | Mansion                |
| Wait                                                                           | 2015      | —            | —            | 28           | —            | —            | —            | —            | —            | —            | —            | | Mansion                |
| All I Have                                                                     | 2015      | —            | —            | 39           | —            | —            | —            | —            | —            | —            | —            | - RIAA:Aranylemez | Mansion                |
| Intro 2                                                                        | 2016      | —            | —            | 17           | —            | —            | —            | —            | —            | —            | —            | | Therapy Session        |
| I Just Wanna Know                                                              | 2016      | —            | —            | 15           | —            | —            | —            | —            | —            | —            | —            | | Therapy Session        |
| Real                                                                           | 2016      | —            | —            | 16           | —            | —            | —            | —            | —            | —            | —            | - RIAA:Aranylemez | Therapy Session        |
| Warm Up                                                                        | 2016      | —            | —            | 13           | —            | —            | —            | —            | —            | —            | —            | | Nem jelent meg albumon |
| Outro                                                                          | 2017      | —            | —            | 14           | —            | —            | —            | —            | —            | —            | —            | | Perception             |
| Green Lights                                                                   | 2017      | —            | —            | 11           | —            | —            | —            | —            | —            | —            | —            | - RIAA:Aranylemez | Perception             |
| Let You Down                                                                   | 2017      | 12           | 6            | 1            | 7            | 15           | 4            | 2            | 7            | 2            | 6            | - RIAA: 6× Platinalemez - ARIA: 3× Platinalemez - BPI: 2× Platinalemez - GLF: 4× Platinalemez - MC: 3× Platinalemez - RMNZ:Platinalemez | Perception             |
| No Name                                                                        | 2018      | 82           | 35           | —            | —            | —            | —            | —            | —            | —            | —            | - RIAA:Aranylemez | Nem jelent meg albumon |
| Lie                                                                            | 2018      | 48           | 19           | —            | —            | —            | —            | —            | —            | —            | —            | - RIAA: 2× Platinalemez - BPI:Ezüstlemez - MC:Aranylemez                                                                                | Perception             |
|                                                                                | 2018      | —            | —            | —            | —            | —            | —            | —            | —            | —            | —            | - RIAA:Platinalemez | The Search             |
| If You Want Love                                                               | 2019      | —            | —            | —            | —            | —            | —            | —            | —            | —            | —            | - RIAA: 2× Platinalemez - BPI:Ezüstlemez                                                                                                | Perception             |
| The Search                                                                     | 2019      | 70           | 27           | —            | —            | 59           | 69           | —            | —            | —            | 88           | - RIAA:Platinalemez | The Search             |
| When I Grow Up                                                                 | 2019      | 78           | 28           | —            | —            | 55           | 63           | —            | —            | —            | 98           | - RIAA:Platinalemez | The Search             |
| Time                                                                           | 2019      | 41           | 19           | —            | 38           | 70           | 66           | —            | —            | —            | 76           | - RIAA:Platinalemez - ARIA:Aranylemez - BPI:Ezüstlemez                                                                                  | The Search             |
| Paid My Dues                                                                   | 2019      | —            | —            | —            | —            | —            | —            | —            | —            | —            | —            | - RIAA:Aranylemez | Clouds (The Mixtape)   |
| Chasing_(Demo) (Mikayla Sippel közreműködésével)                               | 2020      | —            | —            | —            | —            | —            | —            | —            | —            | —            | —            | | Nem jelent meg albumon |
| Clouds                                                                         | 2021      | 53           | 22           | —            | —            | 52           | 58           | —            | —            | —            | 56           | - RIAA:Aranylemez | Clouds (The Mixtape)   |
| Lost (Hopsin közreműködésével)                                                 | 2021      | 79           | 33           | —            | —            | 61           | 85           | —            | —            | —            | 88           | | Clouds (The Mixtape)   |
| —: nem szerepelt a slágerlistán                                                |           |              |              |              |              |              |              |              |              |              |              | |                        |

#### Közreműködő előadóként
| Cím                                                                                                   | Év   | Slágerlisták | Album                    |
| Cím                                                                                                   | Év   | US Christ    | Album                    |
| --- | ---- | ------------ | ------------------------ |
| Start Over (Flame, NF közreműködésével)                                                               | 2013 |              | Royal Flush              |
| Till the Day I Die (TobyMac, NF közreműködésével)                                                     | 2015 | 29           | This Is Not a Test       |
| The One With My Friends (Marty; NF, John Givez, Wordsplayed, Kaleb Mitchell és Fern közreműködésével) | 2015 | —            | Marty for President (EP) |
| Epiphany (Futuristic, NF közreműködésével)                                                            | 2017 | —            | Blessings                |

### Más slágerlistán szereplő dalok
| Cím                                                   | Év   | Peak chart positions | Peak chart positions | Peak chart positions | Peak chart positions | Peak chart positions | Peak chart positions | Minősítések         | Album                |
| Cím                                                   | Év   | US                   | US Christ            | US Christ Digital    | CAN                  | IRE                  | NZHot                | Minősítések         | Album                |
| ----------------------------------------------------- | ---- | -------------------- | -------------------- | -------------------- | -------------------- | -------------------- | -------------------- | ------------------- | -------------------- |
| Wake Up                                               | 2015 | —                    | 49                   | 40                   | —                    | —                    | —                    | - RIAA:Aranylemez   | Mansion              |
| Mansion(Fleurie közreműködésével)                     | 2015 | —                    | 30                   | 44                   | —                    | —                    | —                    | - RIAA:Aranylemez   | Mansion              |
| I’ll Keep On (Jeremiah Carlson közreműködésével)      | 2015 | —                    | 19                   | 14                   | —                    | —                    | —                    |                     | Mansion              |
| Notepad                                               | 2015 | —                    | 44                   | —                    | —                    | —                    | —                    |                     | Mansion              |
| Grindin’ (Marty közreműködésével)                     | 2016 | —                    | 19                   | 46                   | —                    | —                    | —                    | - RIAA:Aranylemez   | Therapy Session      |
| Therapy Session                                       | 2016 | —                    | 19                   | 14                   | —                    | —                    | —                    | - RIAA:Platinalemez | Therapy Session      |
| Oh Lord                                               | 2016 | —                    | 20                   | 14                   | —                    | —                    | —                    | - RIAA:Aranylemez   | Therapy Session      |
| How Could You Leave Us                                | 2016 | —                    | 23                   | 11                   | —                    | —                    | —                    | - RIAA:Platinalemez | Therapy Session      |
| Got You on My Mind                                    | 2016 | —                    | 29                   | 31                   | —                    | —                    | —                    | - RIAA:Aranylemez   | Therapy Session      |
| Lost in the Moment (Jonathan Thulin közreműködésével) | 2016 | —                    | 33                   | 38                   | —                    | —                    | —                    | - RIAA:Aranylemez   | Therapy Session      |
| Breathe                                               | 2016 | —                    | 36                   | —                    | —                    | —                    | —                    |                     | Therapy Session      |
| Statement                                             | 2016 | —                    | 38                   | —                    | —                    | —                    | —                    |                     | Therapy Session      |
| All I Do                                              | 2016 | —                    | 39                   | —                    | —                    | —                    | —                    |                     | Therapy Session      |
| I Can Feel It                                         | 2016 | —                    | 43                   | —                    | —                    | —                    | —                    |                     | Therapy Session      |
| Wish You Wouldn’t                                     | 2016 | —                    | 44                   | —                    | —                    | —                    | —                    |                     | Therapy Session      |
| Can You Hold Me (Britt Nicole közreműködésével)       | 2016 | —                    | 34                   | —                    | —                    | —                    | —                    | - RIAA:Aranylemez   | Mansion              |
| Outcast                                               | 2017 | —                    | —                    | —                    | —                    | —                    | —                    | - RIAA:Aranylemez   | Perception           |
| 10 Feet Down (Ruelle közreműködésével)                | 2017 | —                    | —                    | —                    | —                    | —                    | —                    | - RIAA:Aranylemez   | Perception           |
| Intro III                                             | 2017 | —                    | —                    | —                    | —                    | —                    | —                    | - RIAA:Aranylemez   | Perception           |
| You’re Special                                        | 2017 | —                    | —                    | —                    | —                    | —                    | —                    | - RIAA:Aranylemez   | Perception           |
| Leave Me Alone                                        | 2019 | 85                   | —                    | —                    | 68                   | 94                   | 12                   | - RIAA:Aranylemez   | The Search           |
| Change                                                | 2019 | —                    | —                    | —                    | —                    | —                    | 23                   | - RIAA:Aranylemez   | The Search           |
| Only (Sasha Sloan közreműködésével)                   | 2019 | —                    | —                    | —                    | —                    | —                    | 26                   | - RIAA:Aranylemez   | The Search           |
| My Stress                                             | 2019 | —                    | —                    | —                    | —                    | —                    | —                    | - RIAA:Aranylemez   | The Search           |
| Hate Myself                                           | 2019 | —                    | —                    | —                    | —                    | —                    | —                    | - RIAA:Aranylemez   | The Search           |
| That’s a Joke                                         | 2021 | —                    | —                    | —                    | —                    | —                    | 29                   |                     | Clouds (The Mixtape) |
| Just Like You                                         | 2021 | —                    | —                    | —                    | 81                   | —                    | 8                    |                     | Clouds (The Mixtape) |
| Drifting                                              | 2021 | —                    | —                    | —                    | —                    | —                    | 21                   |                     | Clouds (The Mixtape) |
| Trust (Tech N9ne közreműködésével)                    | 2021 | —                    | —                    | —                    | —                    | —                    | 24                   |                     | Clouds (The Mixtape) |

### Videóklipek
| Cím                               | Év   | Rendező                            | For.   |
| --------------------------------- | ---- | ---------------------------------- | ------ |
| All I Have                        | 2014 |                                    |        |
| Wake Up                           | 2015 | Jon Jon Augustavo                  | [ 78 ] |
| Intro                             | 2015 |                                    |        |
| Notepad                           | 2015 |                                    |        |
| Wait                              | 2015 |                                    |        |
| Intro 2                           | 2016 |                                    |        |
| I Just Wanna Know                 | 2016 | Patrick Tohill                     | [ 79 ] |
| Real                              | 2016 | Patrick Tohill                     |        |
| Grindin’ (Marty közreműködésével) | 2016 |                                    |        |
| Therapy Session                   | 2016 | Patrick Tohill                     | [ 79 ] |
| Warm Up                           | 2016 | Patrick Tohill                     |        |
| How Could You Leave Us            | 2017 | Patrick Tohill                     | [ 80 ] |
| Outro                             | 2017 | Patrick Tohill                     | [ 81 ] |
| Green Lights                      | 2017 | Patrick Tohill & Nathan Feuerstein | [ 82 ] |
| Outcast                           | 2017 | Patrick Tohill & Nathan Feuerstein | [ 83 ] |
| Let You Down                      | 2017 | Patrick Tohill & Nathan Feuerstein | [ 84 ] |
| No Name                           | 2018 | Patrick Tohill & Nathan Feuerstein | [ 85 ] |
| Why                               | 2018 | Patrick Tohill & Nathan Feuerstein | [ 86 ] |
| If You Want Love                  | 2018 | Patrick Tohill & Nathan Feuerstein | [ 87 ] |
| The Search                        | 2019 | Patrick Tohill & Nathan Feuerstein | [ 88 ] |
| When I Grow Up                    | 2019 | Patrick Tohill & Nathan Feuerstein | [ 89 ] |
| Time                              | 2019 | Patrick Tohill & Nathan Feuerstein | [ 90 ] |
| Leave Me Alone                    | 2019 | Patrick Tohill & Nathan Feuerstein | [ 91 ] |
| Paid My Dues                      | 2019 | Patrick Tohill & Nathan Feuerstein | [ 92 ] |
| Clouds                            | 2021 | Patrick Tohill & Nathan Feuerstein | [ 93 ] |
| Lost                              | 2021 | Patrick Tohill & Nathan Feuerstein | [ 94 ] |
| Story                             | 2021 | Patrick Tohill & Nathan Feuerstein | [ 95 ] |
| Hope                              | 2023 | Patrick Tohill & Nathan Feuerstein | [ 96 ] |
| Motto                             | 2023 | Patrick Tohill & Nathan Feuerstein | [ 97 ] |
| Happy                             | 2023 | Patrick Tohill & Nathan Feuerstein | [ 98 ] |

## Turnék
- Therapy Session Tour (2017)
- Perception Tour (2018)
- Perception World Tour (2018)
- The Search Tour (2019)
- Clouds Tour (2021)
- Hope World Tour (2023)